# محمل دراجة

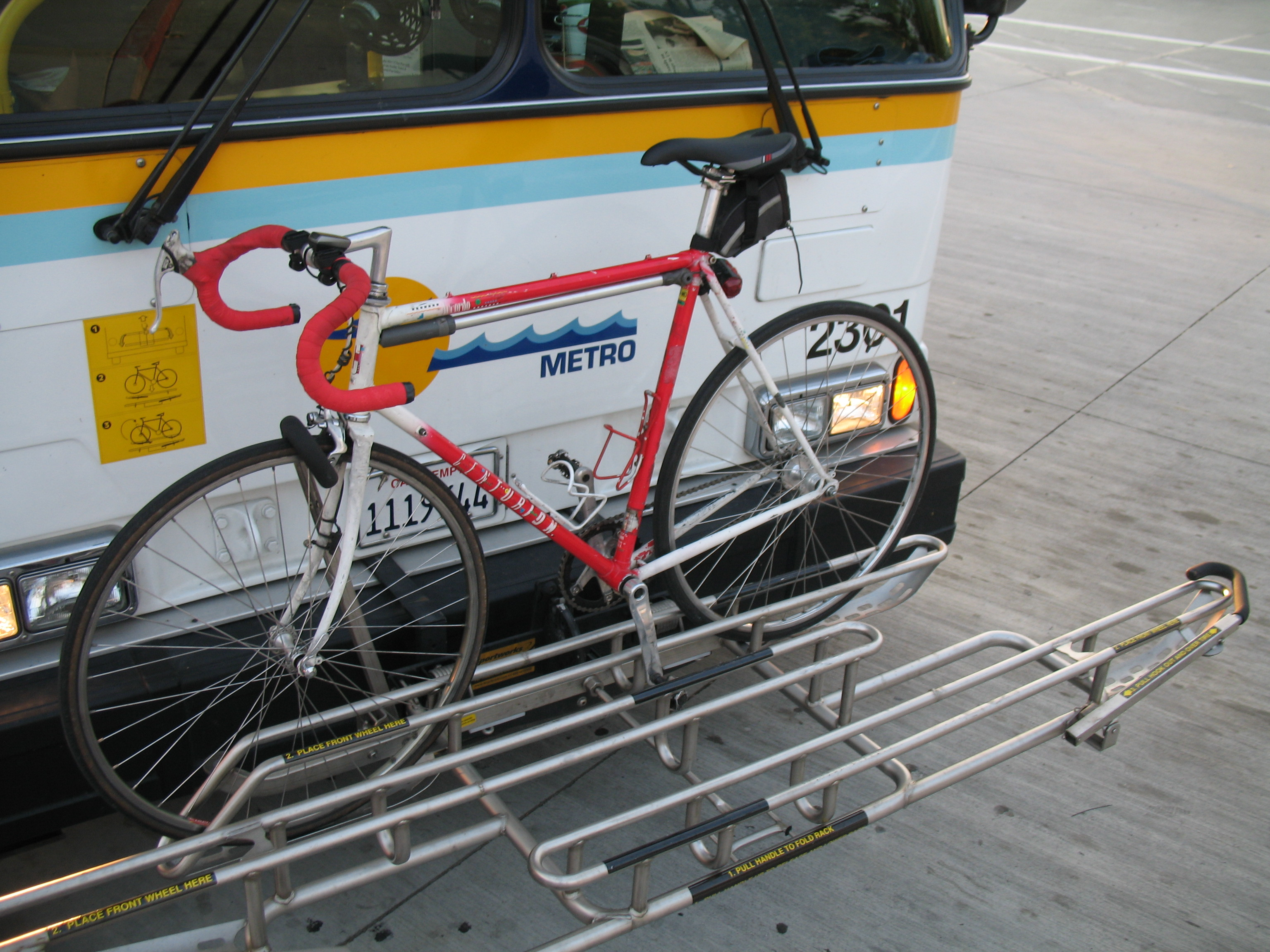
حامل دراجة متصل بالحافلة

مِحمل الدراجة أو رف الدراجة (بالترجمة الحرفية من الإنكليزية) وهو جهاز متصل بسيارة أو حافلة  لنقل الدراجات.

## حسب نوع المركبة
عادةً ما توصل محامل الدراجات المثبتة على الحافلات بمٌقدمة الحافلة. وقد ينقلبون في إتجاه معاكس للحافلة، أي بعيدًا عن الطريق، عندما لا تُحمل أي دراجة.
يمكن توصيل محامل الدراجات المُثبَّتة بالسيارات، على السقف أو الصندوق أو حتى عقبة السحب الخلفية، إعتمادًا على نوع السيارة.
ويمكن تركيب الدراجات في الناقلات عن طريق ربط العجلتين وتوفير بعض الدراجات الإضافية، وذلك عن طريق تثبيت العجلة الخلفية والمخارج الأمامية (مما يستلزم إزالة العجلة الأمامية، والتي يمكن تركيبها بشكل منفصل على شفرات)، أو عن طريق تثبيت الجزء العلوي (عادة في حالة الناقلات المثبتة على الوصلة الخلفية). هناك جهاز متاح يربط الجذع إلى المقعد، لتوفير أنبوب علوي مكافئ ومناسب للتركيب في هذه الناقلات خطوة من خلال إطار الدراجات التي ليس لديها أنبوب علوي. وأيضاً قد تتوفر آلية قفل مدمجة. وقد استحدثت شركات نقل خاصة ل شاحنات البيك أب التي تتصل بحامل إما من الخلف أو الجوانب.
تم تطوير ناقلات طويلة خاصة لدعم الدراجات الراقدةوالثنائية ذات القاعدة طويلة العجلة.
وهناك شركات واحدة على الأقل لتصنيع حاملات دراجات لإستخدامها في الدراجات النارية.
والدراجات المخصصة للأطفال ذات العجلات الأصغر من 16 بوصة 

قد تكون صغيرة جدًا نسبةً للرفوف في الحافلات.

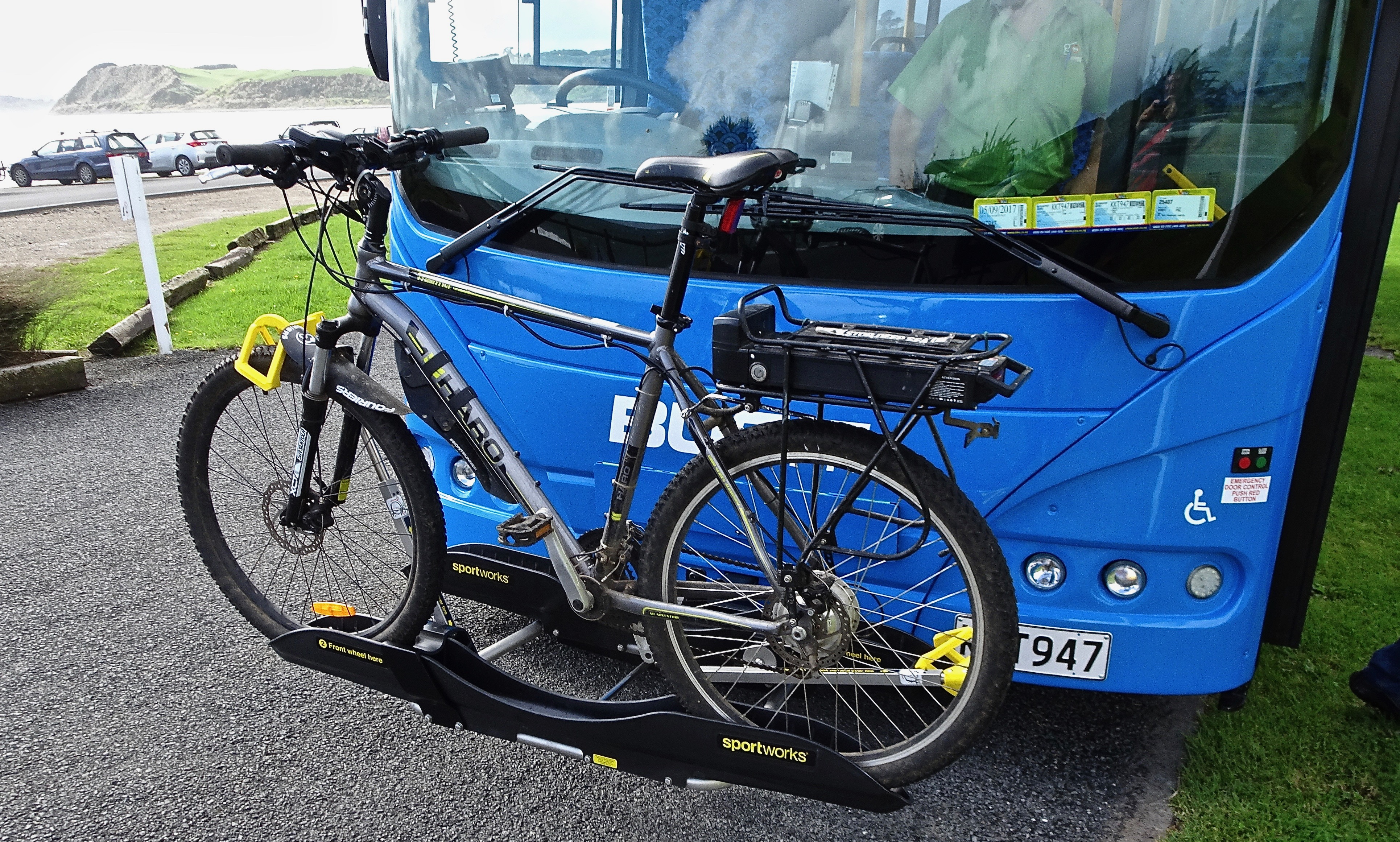
حاملة الدراجات من Sportworks على فولفو B7RLE GoBus في عام 2017

## روابط خارجية
- دليل شراء تقارير المستهلك
- خريطة العالم للحافلات مع رفوف الدراجات
- براءة الاختراع الأمريكية رقم 5692.659